# Eauzan
L'Eauzan (ou Auzan) est une région naturelle et historique située, comme son nom l'indique, autour de la ville d'Eauze, dans le département du Gers. Historiquement, elle constitue une subdivision du Bas-Armagnac.

## Géographie
L'Eauzan n'a pas véritablement de limites naturelles, hormis l'Izaute, rivière qui le limite à l'Est. Il est traversé par de nombreux cours d'eau d'orientation sud-est / nord-ouest, dont les principaux sont le Midou, la Douze, la Gélise et l'Izaute.
Une carte de Guillaume Delisle datée de 1712 indique que les communes suivantes font partie de l'Eauzan : 
- Eauze, ville chef-lieu ;
- Bretagne d'Armagnac ;
- Castelnau-d'Auzan ;
- Campagne d'Armagnac ;
- Manciet ;
- Cazaubon (sauf Barbotan qui appartient au Gabardan) ;
- Larée ;
- Marguestau ;
- Ayzieu ;
- Lias d'Armagnac ;
- Castex d'Armagnac ;
- Mauléon d'Armagnac ;
- Lannemaignan ;
- Montégut (département des Landes) ;
- La Bastide d'Armagnac (département des Landes).